# Камикава (Сайтама)
Камикава (яп. 神川町 Камикава-мати) — посёлок в Японии, находящийся в уезде Кодама префектуры Сайтама. Площадь посёлка составляет 47,42 км², население — 14 011 человек (1 августа 2014), плотность населения — 295,47 чел./км².

## Географическое положение
Посёлок расположен на острове Хонсю в префектуре Сайтама региона Канто. С ним граничат города Хондзё, Титибу, Фудзиока и посёлки Камисато, Минано.

## Население
Население посёлка составляет 14 011 человек (1 августа 2014), а плотность — 295,47 чел./км². Изменение численности населения с 1980 по 2005 годы:
| 1980 | 12 012 чел. |  |
| 1985 | 12 508 чел. |  |
| 1990 | 13 564 чел. |  |
| 1995 | 14 414 чел. |  |
| 2000 | 15 197 чел. |  |
| 2005 | 15 062 чел. |  |

## Символика
Деревом посёлка считается сакура, цветком — космея, птицей — Cettia diphone.